# Rafael Kubelík
Rafael Jeroným Kubelík (Býchory, 29 de junho de 1914 - 11 de agosto de 1996) foi um maestro e compositor checo.

## Biografia
Kubelík nasceu em Býchory, na Boêmia (então na Áustria-Hungria, atualmente na República Checa). Ele foi o sexto filho do renomado violinista Jan Kubelík. Estudou violino com seu pai, estudando posteriormente tanto violino quanto composição e regência no Conservatório de Praga. Ele graduou-se no conservatório em 1933, aos dezenove anos de idade.

### Carreira
Em 1939, Rafael Kubelík se tornou diretor músical da Ópera de Brno, uma posição que ele ocupou até que os nazistas fechassem a orquestra, em 12 de novembro de 1941. Quando foi aberta a Filarmônica Checa se tornou o maestro principal; seu primeiro concerto com a orquestra foi em 1934, com apenas vinte anos de idade.
Conduziu Don Giovanni de Mozart no Festival de Ópera de Glynbourne, pela recomendação do maestro Bruno Walter. Em 1950, Kudelík se tornou o diretor musical da Orquestra Sinfônica de Chicago. Depois de deixas Chicago, Kubelík se tornou diretor musical do Royal Opera House, Covent Garden de 1955 até 1958. Entre os anos de 1961 até 1979 ele ficou no posto de diretor musical da Orquestra Sinfônica da Rádio Bávara. Em 1971 ele aceitou a proposta de Göran Gentele: de ser diretor geral do Metropolitan Opera em Nova Iorque. Depois da morte de Göen, causa por um acidente automobilístico em 1972, ele tornou-se diretor artístico do Met, ficando no cargo até 1974.
Além das orquestras onde foi diretor musical, ele conduziu: a Filarmônica de Berlim, Orquestra Sinfônica de Boston, a Orquestra Real do Concertgebouw, a Orquestra Filarmônica de Viena, a Orquestra Filarmônica de Israel, a Orquestra de Paris e a Orquestra Sinfônica de Chicago.
Em 1985, doenças (como a artrite) fizeram Kubelík se aposentar; sua última apresentação foi em 1990 no Festival de Primavera de Praga, com a Orquestra Filarmônica Checa.

### Vida pessoal
Kubelík casou-se com a violinista checa Ludmilla Bertlova em 1943. Tiveram um só filho: Martin Kubelík (1946). Bertlova morreu em 1961 em decorrência de um acidente automobilístico. Em 1963, Kubelík casou-se novamente com a soprano Elsie Morison (1924).
Kubelík morreu em 1996 na Suíça, e foi sepultado em Praga.